# Notoperla archiplatae
Notoperla archiplatae är en bäcksländeart som först beskrevs av Joachim Illies 1958.  Notoperla archiplatae ingår i släktet Notoperla och familjen Gripopterygidae. Inga underarter finns listade i Catalogue of Life.